# NGC 3672
NGC 3672 este o hi (21cm) source⁠(d) situată în constelația Cupa. A fost descoperită în 4 martie 1786 de către William Herschel. Se află la o distanță de 27,04 de megaparseci de Pământ.